# Marshall Bennetteilanden
De Marshall Bennetteilanden is een eilandengroep in Papoea-Nieuw-Guinea.
Er zijn op de Marshall Bennetteilanden slechts twee zoogdieren bekend, de geïntroduceerde Polynesische rat (Rattus exulans) en de vleermuis Pteropus hypomelanus.